# NICE Ltd.
NICE Ltd. ist ein börsennotiertes, US-amerikanisches global agierendes Unternehmen mit Sitz in New York. Sein Ursprung liegt in Israel. Es ist spezialisiert auf Contact Center Software und künstliche Intelligenz.

## Geschichte
NICE wurde 1986 als Neptune Intelligence Computer Engineering (NICE) in Ra'anana, Israel gegründet. Ein Großteil der frühen von NICE entwickelten Technologie war für Kontaktzentren, Finanzdienstleistungen und Business-Intelligence-Märkte bestimmt.  NICE entwickelte Anfang der 90er Jahre ein Telefonie-Sprachaufzeichnungssystem, gefolgt von ATM-Software unter der Tochtergesellschaft NICECom. Der ATM-Anbieter wuchs in den 1990er Jahren schnell und NICE verkaufte seine Tochtergesellschaft 1994 für 54 Millionen US-Dollar an 3Com.
Im Jahr 2011 wurde bekannt gegeben, dass NICE das britische Unternehmen Fizzback übernehmen würde. Laut TechCrunch lag der Wert des Deals für Fizzback bei 80 Millionen Dollar. Das britische Unternehmen hat sich auf Kundenfeedback spezialisiert und sammelt Echtzeitinformationen über Kundenerfahrungen.
Im Jahr 2016 erwarb NICE inContact für einen Betrag von 960 Mio. US-Dollar. Zum Zeitpunkt der Übernahme hieß es, dass NICE damit sein Kundendienstangebot erweitern und ein Cloud-Kontaktzentrum mit einem Contact Center as a Service (CCaaS)-Ansatz integrieren könne.
Im Jahr 2018 übernahm NICE die Mattersight Corporation. Mattersight wurde 1994 als Softwareunternehmen für Verhaltensanalysen gegründet, bevor es sich auf Cloud-Analysen und sein SaaS-Angebot spezialisierte. Der vereinbarte Deal belief sich auf 90 Millionen US-Dollar, womit der Gesamtübernahmepreis 25 % über dem Aktienwert lag. Das Serviceangebot von Mattersight wurde in das Produktportfolio von NICE integriert.
Im Jahr 2021 schloss das Unternehmen eine Partnerschaft mit Google Cloud mit dem Ziel, effektivere Kundenservice-Anwendungen für traditionelle Contact Center zu entwickeln. Zudem führte das Wachstum in zahlreichen Technologiesektoren dazu, dass NICE eine Bewertung von 17 Milliarden US-Dollar erhielt und damit das wertvollste Unternehmen in Israel war.
2023 wurde NICE von den Medien als potenzieller Förderer des Wachstums der KI- und Chatbot-Industrie bezeichnet.
Im Juli gab das Unternehmen bekannt, das Düsseldorfer Startup Cognigy für 955 Millionen US-Dollar zu übernehmen.

## Zielgruppen
Das Unternehmen bedient verschiedene Branchen wie Finanzdienstleistungen, Telekommunikation, Gesundheitswesen, Outsourcer, Einzelhandel, Medien, Reisen, Dienstleistungsunternehmen und Versorgungsunternehmen.

## Börse
Die Aktien des Unternehmens sind primär an der Tel Aviv Stock Exchange notiert, wo sie Teil des TA-35-Index sind. Im November 2020 hatte das Unternehmen rund 6800 Mitarbeiter.